# 达维会师桥
达维会师桥，位於四川省小金縣达维镇，1935年6月，中国工农红军第一方面军翻越夹金山与红四方面军在此会师。桥头上方建有“红军长征一、四方面军达维红军会师纪念碑”。达维会师桥建于民国初年，长13.6米，宽2.8米，桥面铺有木板，两侧有护栏。2020年中国南方水灾中，达维会师桥被洪水冲毁，只剩桥墩。
1961年7月13日公佈為四川省第二批歷史及革命文物保護單位。1980年7月7日重新公佈為四川省第一批文物保護單位。2006年5月25日列為第六批全國重點文物保護單位（阿壩紅軍長征遺跡）。